# سواق الهانم (فلم)
سواق الهانم فيلم مصري. عام 1994، أبطاله أحمد زكي وسناء جميل وشيرين سيف النصر وعادل أدهم وممدوح وافي، وصابرين، وعبلة كامل، ومن إنتاج شركة السبكي للإنتاج السينمائي، ومن تأليف يوسف جوهر وإخراج حسن إبراهيم.

## قصة الفيلم
تدور أحداث الفيلم حول حمادة السائق الذي تستعين به عائلة ثرية من سلالة العائلة المالكة كسائق لهم ولكنه يساعدهم في حل العديد من المشكلات ومن أهمها تسلط وسيطرة لطيفة هانم ربة الأسرة والتي تقوم بدورها سناء جميل على جميع افراد الأسرة حيث لا تزال لطيفة هانم تعيش على انقاض الماضي حينما كانت من العائلة المالكة. نتيجة لتسلطها يترك زوجها -عادل ادهم- المنزل ويدير محل لبيع الزهور. كما يعتدى الابن المستهترو الذي يقوم بدوره ممدوح وافى على الخادمة فتحية والتي تقوم بدورها صابرين فتلجا لحسن والذي يجبر الابن على الزواج منها. تقع شيرين سيف النصر والتي تقوم بدور الابنة المدللة افكار في حب السائق والذي يحب جارته عبلة كامل التي تشاركه احلامه وفي نهاية الفيلم تفر شيرين سيف النصر من منزل العائلة وتعرض على السائق الزواج ولكنه يرفض ويتزوج من عبلة كامل.

## روابط خارجية
- مقالات تستعمل روابط فنية بلا صلة مع ويكي بيانات